# Беларуси в Русия
Беларусите в Русия (на беларуски: Беларусы Расіі) са 16-та по численост етническа група в Русия. Според преброяването на населението през 2010 г. броят на хората определили се за беларуси е 521 443 души, или 0,37% от населението на страната. Значителен брой беларуси живеят в Москва, Санкт Петербург, Калининград и Карелия.

## Беларуски автономни територии в Русия
В периода от 1924 до 1926 г. в Сибир са създадени 71 белоруски селски съвети, 26 в Далечния изток, 11 в Урал. По-късно се образуват няколко белоруски района. Например, в началото на 1930-те години в Уралския регион съществува Таборински национален беларуски регион, като се е обсъждало създаването на подобен регион в Омска област. В средата на 1930-те години всички беларуски автономии на територията на РСФСР са ликвидирани.

## Численост и дял
Численост и дял на беларусите според преброяванията през годините:
| Преброяване | Численост | Дял (в %) |
| 1926        | 607 845   | 0,66      |
| 1939        | 451 933   | 0,42      |
| 1959        | 843 985   | 0,72      |
| 1970        | 964 082   | 0,74      |
| 1979        | 1 051 900 | 0,77      |
| 1989        | 1 206 222 | 0,82      |
| 2002        | 807 970   | 0,55      |
| 2010        | 521 443   | 0,37      |

Градове или райони с над 5% беларуси, според преброяването на населението през 2010 г.:
| Район или град           | Териториално-административна единица   | %    |
| ------------------------ | -------------------------------------- | ---- |
| Муезерски район          | Република Карелия                      | 14,4 |
| Суоярвски район          | Карелия                                | 9,5  |
| Иглински район           | Башкортостан                           | 8,3  |
| Калевалски район         | Карелия                                | 8,1  |
| Правдински район         | Калининградска област                  | 7,9  |
| Питкярантски район       | Карелия                                | 7,1  |
| Лангепас                 | Ханти-Мансийски автономен окръг – Югра | 6,3  |
| Лоухски район            | Карелия                                | 5,8  |
| Сортавалски район        | Карелия                                | 5,7  |
| Светловски градски окръг | Калининградска област                  | 5,6  |
| Пудожски район           | Карелия                                | 5,1  |
| Сегежски район           | Карелия                                | 5,1  |
| Лахденпохски район       | Карелия                                | 5    |

## Обществени институции
- Иркутско общество на беларуската култура „Ян Черски“ – съюз на беларусите от Иркутск и Иркутска област, основан на 31 май 1996 г.
- Къща музей „Максим Богданович“ – музей на Максим Богданович в Ярославъл, създаден в мемориална къща на беларуската литература през 1992 г. в негова памет, където живее заедно със семейство си през 1912–1914 г.
- Новосибирски център на беларуската култура – културен център, основан през 2000 г. в Новосибирск, създаден с цел да запази културата, езика и идентичността на беларусите.
- Руско-беларуско братство 2000 – обществена организация, обединяваща беларуси и имигранти от Беларус, живеещи в Самарска област, основана на 27 април 2000 г.
- Федерална национално-културна автономия на беларусите в Русия – общоруска асоциация на беларуската диаспора, основана на 24 април 1999 г.